# Волжский Утёс (санаторий)

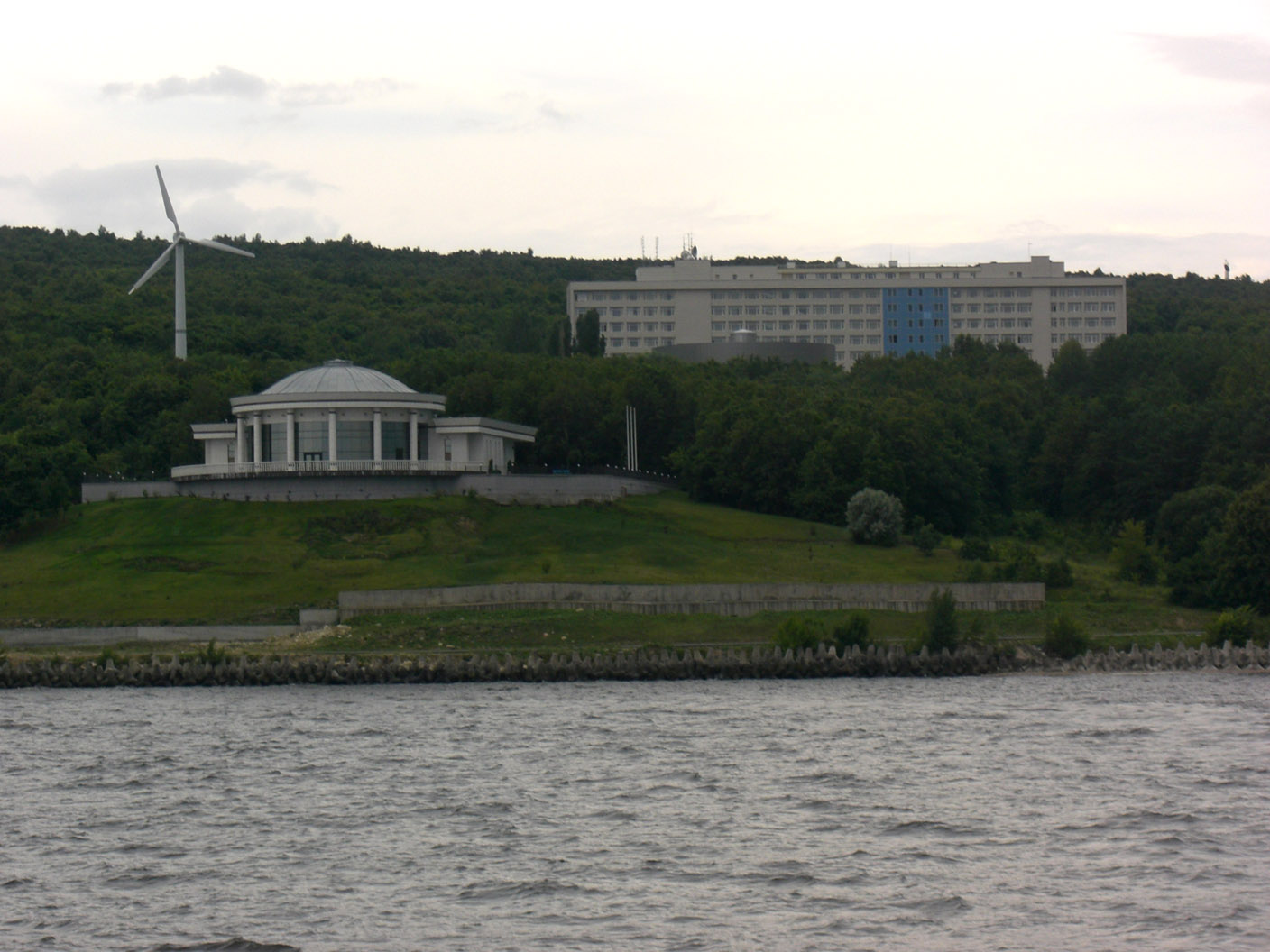
Павильон переговоров и корпус санатория

«Волжский утёс» — санаторий в одноимённом посёлке в Шигонском районе Самарской области. Полное название: ФГБУ «Санаторий „Волжский утёс имени академика Е. И. Чазова“ Управления делами Президента Российской Федерации».

## Описание
Санаторий расположен в большом лесном массиве около Жигулёвских гор на берегу Жигулёвского моря. Здесь успешно лечат болезни сердца и сосудов, опорно-двигательного аппарата, эндокринной и нервной системы, а также заболевания желудочно-кишечного тракта. Кабинеты санатория оснащены современным медицинским оборудованием.
Санаторий полностью реконструирован в 2007 году к проведению саммита «Россия—ЕС» 17 мая 2007 года. В этом же году для проведения официальных мероприятий на территории санатория был построен «Павильон переговоров», оснащённый для проведения конференций и переговоров на самом высоком уровне. Также имеется и ряд других объектов для проведения конференций и корпоративных встреч. Имеется вертолётная площадка.

## История
- 1968 год — начальник «Четвертого главного Управления при Минздраве СССР» врач Евгений Иванович Чазов поставил задачу: создать здравницу в Жигулях. Место для строительства выбирал он сам вместе с партийным руководством города Сызрани и Шигонского района. В том же году были начаты геодезические работы по обеспечению строительства крупного санаторно-курортного комплекса и рабочего посёлка для сотрудников.

Проектировал санаторный комплекс, называвшийся «Усольским санаторным комплексом», московский архитектор Лариса Анисимовна Эренбург (ЦНИИЭП Курортных зданий г. Москва). Строительство велось 4-м Стройтрестом города Сызрань под наблюдением Е. И. Чазова и Л. А. Эренбург.
- 1974 год — была утверждена Дирекция строящегося санатория, главным врачом которого назначен Леонид Владимирович Сухоруков.

- 1976 год — летом корпуса санатория были отстроены, началось оснащение их мебелью и медицинским оборудованием. Запущены в работу жизненно важные объекты: котельная, тепловые и водные коммуникации. Датой открытия санатория «Волжский Утёс» считается 1 декабря 1976 года.

Санаторий, задуманный первоначально как кардиологический, под руководством его второго главного врача — В. А. Лебедева и при помощи Е. И. Чазова быстро стал расширять свои лечебные программы и вскоре, пустив в строй водогрязелечебницу, превратился в бальнеологический курорт.

## Официальная резиденция президента России
В санатории также расположена официальная резиденция президента Российской Федерации. Резиденция находится в двухэтажном комплексе — изначально он строился для членов Политбюро. Резиденция президента включает большой парк и пляж, закрытый бассейн. Есть также водогрязелечебница и зимний сад. Ранее здесь отдыхали Дмитрий Устинов, Алексей Косыгин, Борис Ельцин, Дмитрий Медведев, Владимир Путин.